# Гришаї
Гришаї́ — село в Україні, у Дубовиківській сільській громаді Синельниківського району Дніпропетровської області. Населення становить 356 осіб. До 2017 року орган місцевого самоврядування — Добровільська сільська рада.

## Історія
7 (20) листопада 1917 року, відповідно до Третього Універсалу Української Центральної Ради, увійшло до складу Української Народної Республіки.
12 червня 2020 року, відповідно до розпорядження Кабінету Міністрів України № 709-р від «Про визначення адміністративних центрів та затвердження територій територіальних громад Дніпропетровської області», увійшло до складу Дубовиківської сільської громади.
19 липня 2020 року, в результаті адміністративно-територіальної реформи та ліквідації Васильківського району, село увійшло до складу новоутвореного Синельниківського району.

## Географія
Село Гришаї розташоване в центральній частині Синельниківського району. На півдні межує з селом Артемівка, на сході з селом Бровки та на півночі з селом Лиса Балка.

## Населення

### Мова
Розподіл населення за рідною мовою за даними перепису 2001 року:
| Мова            | Кількість | Відсоток |
| --------------- | --------- | -------- |
| українська      | 335       | 94.10%   |
| російська       | 19        | 5.34%    |
| білоруська      | 1         | 0.28%    |
| інші/не вказали | 1         | 0.28%    |
| Усього          | 356       | 100%     |

## Економіка
- Молочно-товарна ферма.

## Пам'ятки
Біля села знаходиться ландшафтний заказник місцевого значення «Гришаї».